# 박철의 진지한 라디오
박철의 진지한 라디오는 대한민국의 한국방송공사 채널인 KBS 해피FM에서 방송되었던 라디오 프로그램이다. 방송시간은 평일 저녁 8시 10분부터 밤 10시까지와 주말 저녁 8시부터 밤 10시까지이며, 진행자는 탤런트 박철이다. 2015년 1월 1일부터 2018년 5월 27일까지 3년만에 방송을 마지막으로 종영되었다.

## 코너

### 매일 코너
- 사연과 신청곡
- 음악 퀴즈 <2부 첫곡을 맞혀라>
- 아사고상 <아주 사소한 고민 상담소>

### 주말 코너
- <명반명곡>